# Lista de membros titulares da Academia Brasileira de Ciências empossados em 1975
Esta lista contém os nomes dos membros titulares da Academia Brasileira de Ciências empossados em 1975.
| Imagem | Nome                    | Datas de nascimento e falecimento | Local de nascimento | Área de especialização | Alma mater | Data de posse       | Conhecido por                                  | Referências |
| ------ | ----------------------- | --------------------------------- | ------------------- | ---------------------- | ---------- | ------------------- | ---------------------------------------------- | ----------- |
|        | José Ellis Ripper Filho | 25 de fevereiro de 1939           |                     | Ciências Físicas       | ITA        | 25 de março de 1975 |                                                |             |
|        | José Israel Vargas      | 09 de janeiro de 1928             | Paracatu, MG        | Ciências Físicas       | UFMG       | 25 de março de 1975 | Ministro de Ciência e Tecnologia (1992 a 1999) |             |